# Corrèze
Corrèze ( fransk udtale ?) er et fransk departement i regionen Limousin. Hovedbyen er Tulle, og departementet har 232.576 indbyggere (1999).
Der er 3 arrondissementer, 19 kantoner og 283 kommuner i Corrèze.

## Præsidenter for departementsrådet
| Navn               | År        | Parti                     |
| ------------------ | --------- | ------------------------- |
| Félix Lestang      | 1945-1946 | PCF                       |
| Elie Rouby         | 1946-1970 | SFIO (Socialdemokraterne) |
| Jacques Chirac     | 1970-1979 | RPR                       |
| Georges Debat      | 1979-1982 | Højre                     |
| Armand Boucheteil  | 1982-1985 | PCF                       |
| Charles Ceyrac     | 1985-1992 | RPR                       |
| Jean-Pierre Dupont | 1992-2008 | UMP                       |
| François Hollande  | 2008-2012 | PS                        |
| Gérard Bonnet      | 2012-     | PS                        |